# Sophie Bryant
Sophie Bryant   (Sandymount, 15 de febrer de 1850 - Chamonix, 14 d'agost de 1922) va ser una pedagoga, matemàtica i intel·lectual britànica.

## Vida i Obra
El seu pare era un reverend, graduat i professor al Trinity College (Dublín). Ella va ser educada a Irlanda pel seu pare i per institutrius, fins que, quan tenia 13 anys, la família es va traslladar a Londres, en ser nomenat el seu pare professor de geometria de la universitat. El 1865 va començar els seus estudis al Bedford College de Londres
Sophie (nascuda Willock) es va casar el 1869 amb el metge William Hicks Bryant, adoptant el seu cognom. El seu marit va morir un any després i ella no es va tornar a casar, tot i mantenir una certa relació amb l'economista Francis Ysidro Edgeworth fins al 1891.
El 1875, Frances Buss, directora de la North London Collegiate School for Ladies, la va contractar com professora a temps parcial de matemàtiques i d'alemany. La resta de la seva carrera acadèmica es va desenvolupar en aquesta institució, de la qual va ser directora a partir de la mort de Frances Buss el 1895. Es va jubilar el 1918.
Sophie Bryant va ser una de les primeres dones en obtenir un grau de la universitat de Londres quan aquesta institució es va obrir a les dones el 1881. El 1882 va ser escollida membre de la London Mathematical Society (tercera dona en ser escollida) i va ser la primera dona en publicar un article en els Proceedings de la Societat. També va ser una incansable treballadora per la millora de l'educació secundària per a les noies i va formar part de nombrosos comitès educatius.
Bryant va escriure sobre diversos temes, des de Història d'Irlanda fins a Matemàtiques, passant per la Filosofia, la Religió i, naturalment, l'Educació i la Pedagogia. També va ser una sufragista, defensora dels drets de les dones.
Amant del muntanyisme, va morir en una passejada per les muntanyes properes a Chamonix, essent descobert el seu cos quinze dies després de la seva mort.